# Pasajul Independenței
Pasajul Independenței este un pasaj rutier suprateran în Brașov, care traversează calea ferată CF 300, Brașov-Sighișoara, aproape de bifurcarea CF 300 București-Oradea cu CF 200 Brașov-Curtici și asigură legătura directă între cartierele Tractorul și Bartolomeu. Pasajul, cu 2 benzi, câte una pentru fiecare sens, are o lungime de 671,40 metri, inclusiv racordurile și rampele de acces , cu nouă deschideri cu lungimea totală de 256 de metri și bretele de legătură pentru racordarea străzii Independenței cu strada Gloriei și Aluminiului, în Tractorul, și cu străzile Buzești și Grigore Ureche în Bartolomeu.
Conform studiului tehnic realizat, peste pasaj vor trece, în medie, 104 vehicule pe zi, vor fi îmbunătățite condițiile de mediu prin reducerea consumului de carburanți și diminuarea emisiilor poluante cu un procent de 5,07%  și se va reduce timpul de deplasare cu 22%, ca urmare a fluidizării traficului și a eliminării timpilor de așteptare la barieră.
Acest pasaj face parte dintr-un proiect de optimizare a circulației, oferind o alternativă pe tronsonul Triaj-Bartolomeu și Triaj-Stupini, legând viitoarea zonă economică Coresi cu drumurile naționale DN1, DN13, DN73, și o legătură cu drumurile europene E60, E68, E574, precum și o alternativă între drumurile naționale DN11, DN73, DN1, scurtând drumul între cartierele Tractorul, Rulmentul și Triaj cu 4 km.
Pasajul facilitează legătura directă între cartierul Tractorul și viitorul cartier Coresi de centrele comerciale din Șoseaua Cristianului și de drumurile naționale DN1 spre Sibiu, DN73 spre Pitești și DN73A spre București, precum și DN13 spre Târgu-Mureș.
În apropiere se află Stadionul Tineretului și Pasajul Fartec.
Până la începerea lucrărilor în iunie 2011, pe locul actual al pasajului a existat o trecere la nivel cu calea ferată, semaforizată, cu bariere. 
A fost inaugurat la data de 9 noiembrie 2012.